# Naricolax hoi
Naricolax hoi is een eenoogkreeftjessoort uit de familie van de Bomolochidae. De wetenschappelijke naam van de soort is voor het eerst geldig gepubliceerd in 2007 door Hutson & Tang.